# Edo Hafner
Edo Hafner, slovenski hokejist in hokejski trener, * 19. januar 1955, Jesenice.
Hafner je igral na Olimpijskih igrah 1976 in 1984 za Jugoslavijo, za katero je na še enajstih svetovnih prvenstvih odigral rekordne 203 uradne tekme, na katerih je dosegel 79 zadetkov in 108 podaj. Klubsko kariero je začel pri klubu HK Kranjska Gora, večino kariere pa je igral za HK Acroni Jesenice, kjer je bil dolgoletni kapetan moštva in kjer je osvojil osem naslovov jugoslovanskega prvaka. V Jugoslovanskem državnem prvenstvu je nastopil na 452 tekmah, na katerih je dosegel 413 zadetkov in 239 podaj. Zaradi poškodbe kolena je končal kariero v sezoni  1990/91, od takrat pa deluje kot hokejski trener, trenutno vodi klub HK Triglav Kranj. 
Tudi njegova sinova Milan in Tomo sta hokejista.